# Hadronyche emmalizae
Espèce
Hadronyche emmalizae est une espèce d'araignées mygalomorphes de la famille des Atracidae.

## Distribution
Cette espèce est endémique de Nouvelle-Galles du Sud en Australie. Elle se rencontre sur le versant Ouest des Snowy Mountains dans le parc national du Kosciuszko, la forêt d'État de Bago et à Khancoban.

## Description
La carapace du mâle holotype mesure 9,78 mm de long sur 8,91 mm et l'abdomen 7,68 mm de long sur 7,14 mm et la carapace de la femelle paratype mesure 11,05 mm de long sur 10,34 mm et l'abdomen 12,92 mm de long sur 9,35 mm.

## Étymologie
Cette espèce est nommée en référence à Emma Elizabeth Jensen Gray, la fille de Michael R. Gray.

## Publication originale
- Gray, 2010 : A revision of the Australian funnel-web spiders (Hexathelidae: Atracinae). Records of the Australian Museum, vol. 62, p. 285-392 (texte intégral).